# 苏尼特扎萨克杜棱郡王

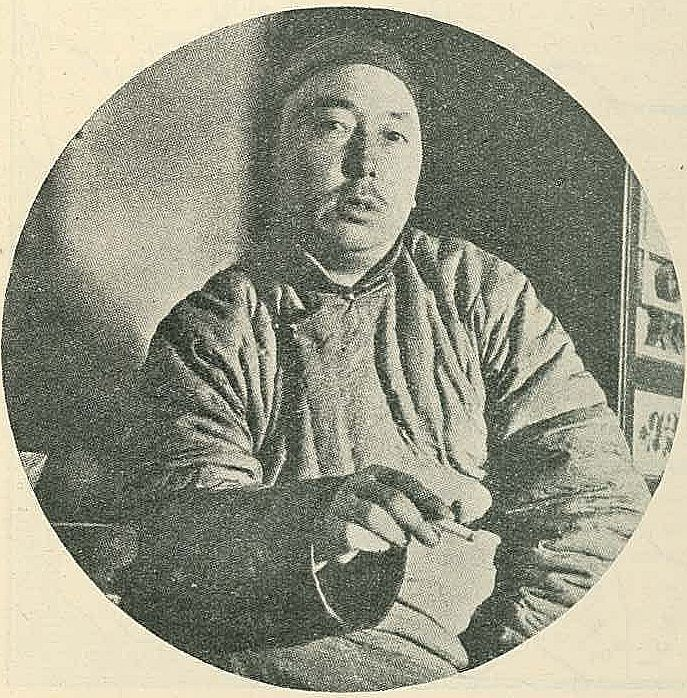
民國時期蒙疆政府首腦郡王德穆楚克栋鲁普

苏尼特右翼旗扎萨克多罗杜棱郡王为清朝内扎萨克蒙古苏尼特右翼旗的世袭扎萨克多罗郡王。清崇德七年（1642年），清太宗封叟塞为扎萨克多罗杜棱郡王，掌西苏尼特，诏世袭罔替。民國初年北洋政府又於1912年晉升為扎薩克親王。該旗扎薩克於1946年廢除。

## 扎萨克杜棱郡王世系
| 世代     | 姓名           | 年份                  | 备注             |
| -------- | -------------- | --------------------- | ---------------- |
| 第一代   | 叟塞           | 1642年－1646年 1648年 |                  |
| 第二代   | 沙希岱         | 1647年－1670年        | 叟塞子           |
| 第三代   | 恭格           | 1670年－1673年        | 沙希岱子         |
| 第四代   | 劳彰           | 1673年－1675年        | 恭格子           |
| 第五代   | 阿玉什         | 1675年－1693年        | 恭格弟           |
| 第六代   | 达尔札布       | 1693年－1729年        | 阿玉什子         |
| 第七代   | 旺青齐勒咙     | 1729年－1741年        | 达尔札布子       |
| 第八代   | 丹津车凌       | 1741年－1744年        | 旺青齐勒咙子     |
| 第九代   | 朗衮车凌       | 1744年－1751年        | 丹津车凌弟       |
| 第十代   | 车凌多尔济     | 1751年－1759年        | 旺青齐勒咙弟     |
| 第十一代 | 车凌衮布       | 1759年－1802年        | 车凌多尔济子     |
| 第十二代 | 喇特那锡第     | 1802年－1826年        | 车凌衮布子       |
| 第十三代 | 布尔尼什哩     | 1826年－1855年        | 喇特那锡第子     |
| 第十四代 | 布达莽噶拉     | 1855年－1863年        | 布尔尼什哩子     |
| 第十五代 | 那木济勒旺楚克 | 1863年－1908年        | 布达莽噶拉子     |
| 第十六代 | 德穆楚克栋鲁普 | 1908年－1938年        | 那木济勒旺楚克子 |
| 第十七代 | 都固尔苏隆     | 1938年－1945年        | 德穆楚克栋鲁普子 |